# 203. pehotni polk (Italija)
203. pehotni polk Tanaro (izvirno italijansko 203º Reggimento fanteria) je bil pehotni polk Kraljeve italijanske kopenske vojske.

## Zgodovina
Med prvo svetovno vojno je bil polk nastanjen v Albaniji in Makedoniji.